# Hercostomus jiulongensis
Hercostomus jiulongensis är en tvåvingeart som beskrevs av Zhang och Yang 2005. Hercostomus jiulongensis ingår i släktet Hercostomus och familjen styltflugor. Inga underarter finns listade i Catalogue of Life.